# Pont Boieldieu
Die Pont Boieldieu ist eine Seine-Brücke in der Innenstadt von Rouen im Département Seine-Maritime in der französischen Region Normandie. Sie steht ungefähr an der Stelle, an dem schon die erste Brücke der Stadt stand. Flussaufwärts steht die Pont Pierre-Corneille, flussabwärts die Pont Jeanne-d’Arc.
Sie ist nach dem in Rouen geborenen Komponisten François-Adrien Boieldieu benannt.

## Vorgängerbauten

### Ponte de Pierre (~1160)
Die Pont de Pierre war die erste nachweisbare Brücke in Rouen. Die um 1160 erbaute Steinerne Brücke wurde der Stadt von Kaiserin Mathilde geschenkt, weshalb sie auch Pont Mathilde genannt wurde. Auf der Südseite endeten die 12 Bögen der Brücke auf einer Insel mit einer Barbakane, die über eine Zugbrücke mit einer kleineren, ebenfalls befestigten Insel verbunden war, von der eine Holzbrücke zum Ufer führte. Die Rue du Grand Pont erinnert an sie. Nach der Verurteilung und Verbrennung von Jeanne d’Arc 1431 wurde ihre Asche von der Brücke in die Seine gestreut. Durch Hochwasser und Belagerungen wurde die Brücke immer wieder beschädigt, bis ihr Unterhalt Anfang des 17. Jahrhunderts aufgegeben wurde.

### Schiffbrücke (1626)
Zunächst behalf man sich mit einem Fährbetrieb bei der heutigen Rue du Bac, der 1626 durch eine Schiffbrücke abgelöst wurde. Die als Provisorium gedachte Schiffbrücke wurde laufend repariert und erneuert und existierte 200 Jahre lang.
Man hatte die Idee einer festen Verbindung nicht aufgegeben. Napoléon I. versprach der Stadt bei seinem Besuch 1810 eine Steinbrücke, worauf zwischen 1813 und 1829 die Pont Pierre-Corneille gebaut wurde.

### Hängebrücke (1836)

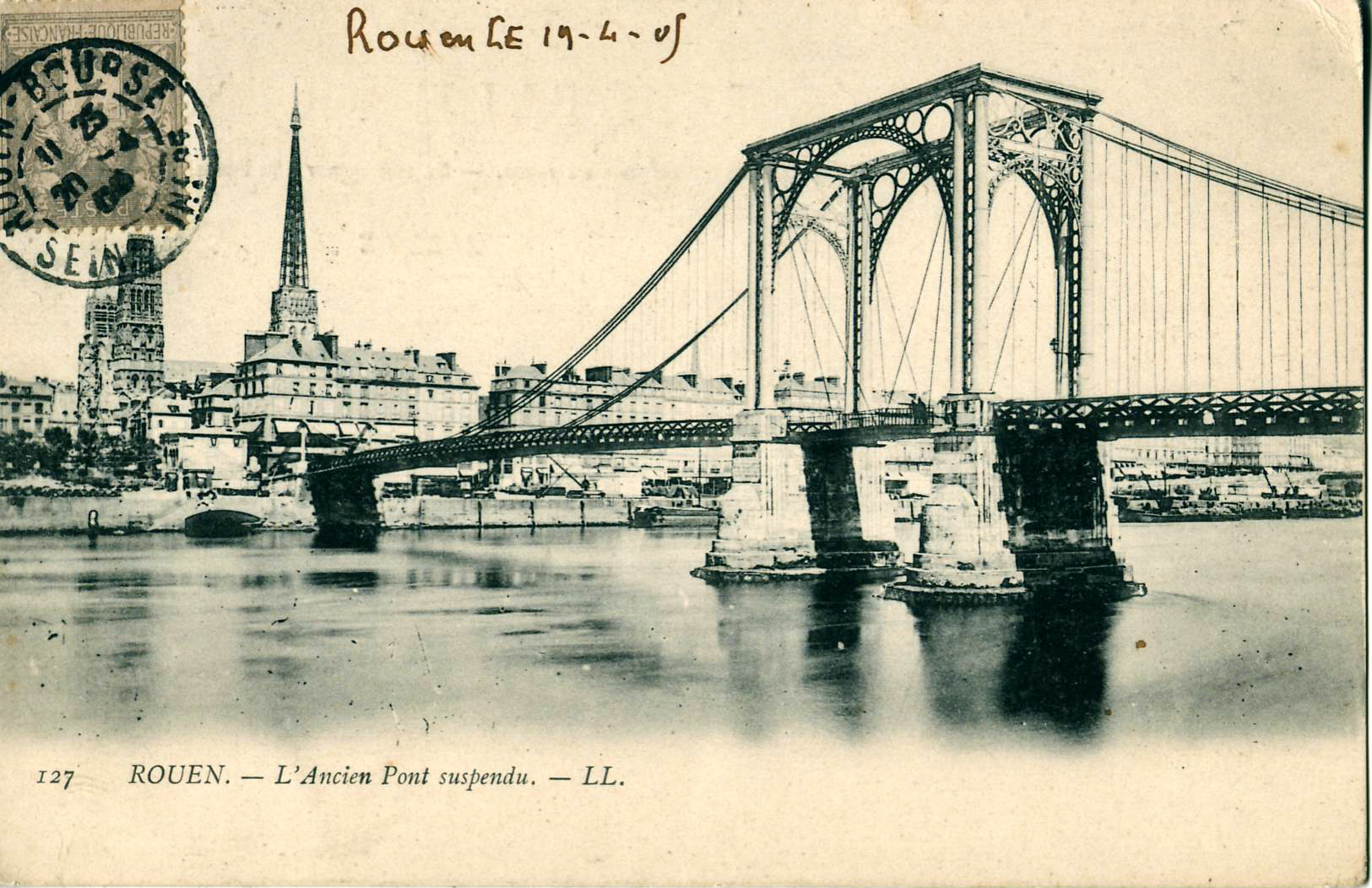
Photo der alten Hängebrücke

Die Stadt wünschte eine direkte Verbindung zwischen dem Zentrum und dem sich entwickelnden Industriegebiet in Saint Sever am anderen Ufer. Um die Schifffahrt nicht zu beeinträchtigen, wurden Seguin Frères mit dem Bau einer Hängebrücke beauftragt, deren 15 m weites Mittelstück so weit angehoben werden konnte, dass Segelschiffe passieren konnten. Die beiden Seitenfelder waren 90 m lang und 7,30 m breit, die Fahrbahn zwischen der Aufhängung war 5 m breit. Die auch Pont Saint Sever  genannte Brücke wurde von Seguin Frères finanziert und aufgrund einer 99-jährigen Konzession von ihnen betrieben.
Im Laufe der Zeit erwies sie sich als zu leicht für den zunehmenden Verkehr. Deshalb wurde sie 1884 von der Stadt erworben und abgebrochen, um Platz für eine neue Brücke zu schaffen. Bis zu deren Eröffnung wurde seitlich eine Behelfsbrücke eingerichtet.

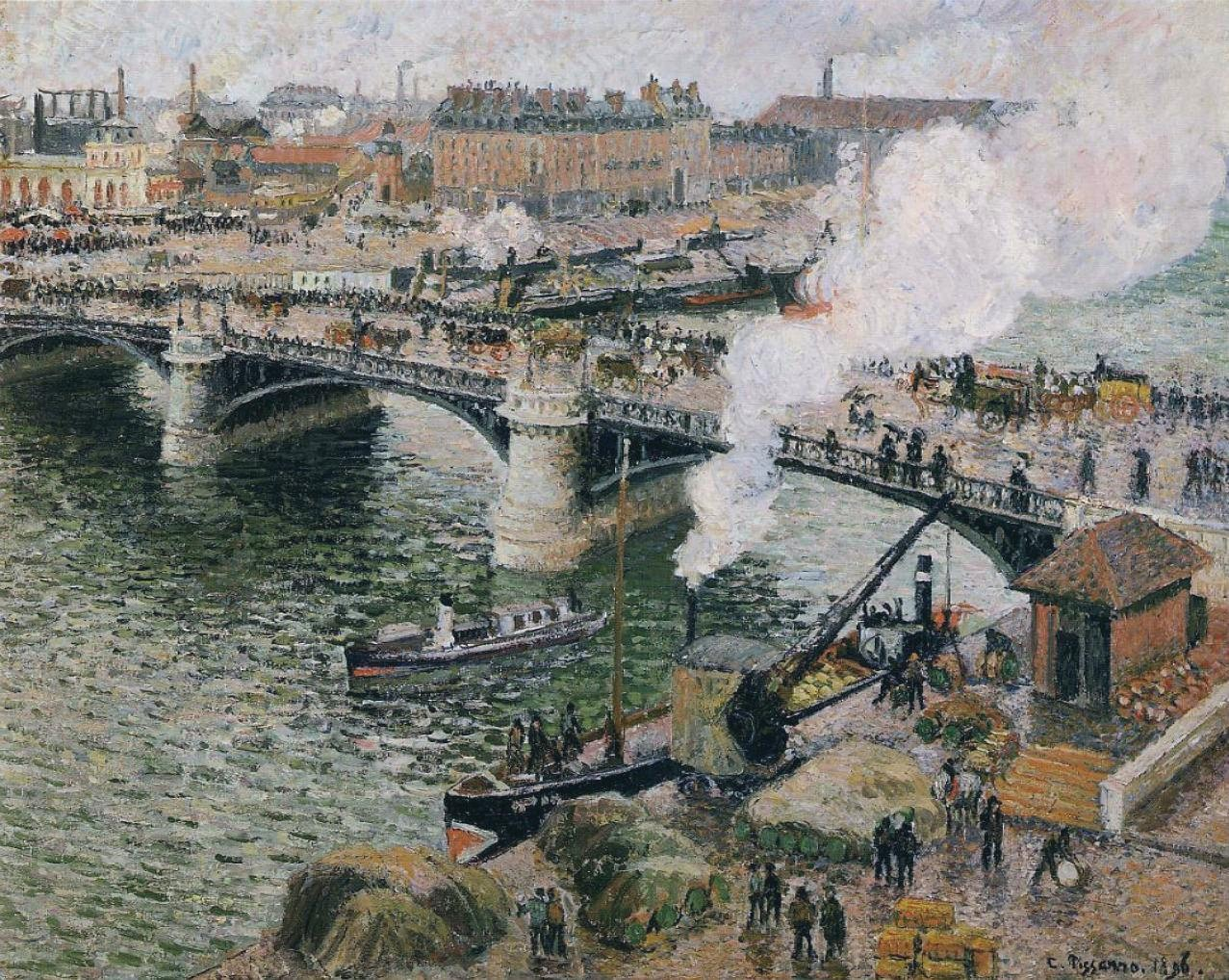
Le Pont Boieldieu à Rouen, temps mouillé, Camille Pissarro, 1896

### Pont Boieldieu (1888)
1888 wurde die erste Pont Boieldieu eröffnet. Die insgesamt 240 m lange und 20 m breite, schmiedeeiserne Bogenbrücke mit drei Bögen wurde von Fives-Lille gebaut.
Camille Pissarro war beeindruckt vom geschäftigen Treiben um die Brücke und fertigte 1896 eine ganze Serie von Bildern der Brücke an.
Die Brücke wurde am 9. Juni 1940 von Verbänden der französischen Streitkräften gesprengt, um das Vorrücken der Wehrmacht über die Seine während des Frankreichfeldzuges zu verlangsamen. Sie wurde bald durch eine Schiffbrücke und kurz darauf durch eine Behelfsbrücke ersetzt. 1944 wurden sämtliche Brücken in Rouen durch Luftangriffe der Alliierten zerstört.

## Pont Boieldieu (1955)
Die aktuelle Pont Boieldieu wurde nach dem Zweiten Weltkrieg etwas westlich des Vorgängerbaues errichtet.
Sie ist insgesamt 222 m lang und 20 m breit, wird aber durch unmittelbar am Ufer stehende, 4,5 m breite, mit Steinplatten verkleidete Betonpfeiler unterbrochen. Auf ihnen stehen monumentale Skulpturen. Die Skulpturen auf den nördlichen Pfeilern von Jean-Marie Baumel (1911–1978) stellen Normannen auf der Fahrt nach England und den aus Rouen stammenden Seefahrer und Entdecker Robert Cavelier de La Salle auf der Fahrt nach Amerika dar. Auf den südlichen Seiten stehen von Georges Saupique (1889–1961) geschaffene Allegorien des Meeres und der Seine (im Mittelalter war die Brücke die Grenze zwischen See- und Flussschifffahrt).
Die Brücke hat seit einigen Jahren nur noch zwei enge Fahrspuren im Einbahnverkehr in nord-südlicher Richtung. Eine unregelmäßige Reihe von Pflanzkästen trennt diese von einem 3 m breiten Radweg mit Fahrstreifen für beide Richtungen. Die Gehwege auf beiden Seiten sind 4 m und 6,5 m breit. Zwischen Geh- und Radweg wurden Büsten des 1962 in Rouen geborenen Jean-Marc de Pas aufgestellt, die zehn berühmte Entdecker darstellen: Jean de Béthencourt, Jacques Cartier, Robert Cavelier de La Salle, Christoph Kolumbus, James Cook, Vasco da Gama, Ferdinand Magellan, Jean-François de La Pérouse, Marco Polo und Amerigo Vespucci. Der breite Gehweg wird auch zu abwechselnden Kunstausstellungen genutzt.
Die gevoutete stählerne Balkenbrücke zwischen den Pfeilern am Ufer ist 153 m lang und wird durch zwei Strompfeiler im Abstand von 85 m gestützt. Sie besteht aus 11 parallelen, genieteten Vollwandträgern, die in regelmäßigen Abständen mit Querträgern verbunden und mit einer Betonplatte abgedeckt sind. Die Uferstraßen und -wege werden durch 43 m und 17 m lange, konstruktiv eigenständige Balkenbrücken mit geraden Vollwandträgern überquert.